# Дефектоскопия (журнал)
«Дефектоскопи́я» — журнал Российской академии наук, посвящённый вопросам теории и практики неразрушающего контроля материалов, изделий и, в частности, сварных соединений.

## Общие сведения
Журнал основан в 1965 году, является старейшим в России изданием данного профиля и одним из наиболее авторитетных изданий в мире технического контроля. На его страницах печатались все пишущие дефектоскописты стран СНГ и публикуются наиболее интересные материалы по неразрушающему контролю и технической диагностики:22.
Целью журнала «Дефектоскопия» является повышение техногенной и экологической безопасности жизнедеятельности путём совершенствования и расширения сфер применения методов и средств неразрушающего контроля и технической диагностики.
Журнал входит в Список ВАК и систему РИНЦ.
Журнал публикует статьи как российских, так и иностранных авторов. Англоязычная версия издаётся с названием Russian Journal of Nondestructive Testing и индексируется в системах Web of Science, Scopus и других. Импакт-фактор на 2016 год составил 0,492.

## Тематика журнала
Основной темой публикаций являются результаты научных достижений и исследований в области физических основ контроля и диагностики материалов, а также новые методы, средства и опыт применения неразрушающего контроля и технической диагностики изделий и объектов как в условиях производства, так и при эксплуатации изделий и объектов.
Также публикуются сведения о новых физико-технических средствах контроля окружающей среды.

## Редакция
В составе редакционной коллегии журнала 3 академика РАН, 2 члена-корреспондента РАН, 19 докторов наук, а также несколько иностранных членов.

### Главный редактор
- Костин В. Н. — д.т. н., ИФМ УрО РАН, Екатеринбург

### Редакционная коллегия
- Горкунов Э. С. — академик РАН, зам. гл. ред., ИМАШ УрО РАН, Екатеринбург
- Смородинский Я. Г. — д. т. н., зам. гл. ред., ИФМ УрО РАН, Екатеринбург
- Василенко О. Н. — к. т. н., отв. секретарь, ИФМ УрО РАН, Екатеринбург
- Алёшин Н. П. — академик РАН, МГТУ, Москва
- Вавилов В. П. — д. т. н., ТПУ, Томск
- Вайнштейн И. А. — д. ф.-м.н., УрФУ, Екатеринбург
- Галахов В. Р. — д. ф.-м.н., ИФМ УрО РАН, Екатеринбург
- Гурвич А. К. — д. т. н., ГУПС, Санкт-Петербург
- Грум Янец — профессор, Люблянский университет, Словения
- Гуревич С. Ю. — д. т. н., ЮУрГУ, Челябинск
- Добман Герд, — доктор, Фраунгоферовский институт, Саарбрюкен, Германия
- Дымкин Г. Я. — д. т. н., Санкт-Петербург
- Зацепин А. Ф. — к. т. н., УрФУ, Екатеринбург
- Клюев В. В. — академик РАН, МНПО «Спектр», Москва
- Корзунин Г. С. — д. т. н., ИФМ УрО РАН, Екатеринбург
- Курмаев Э. З. — д. ф.-м.н., ИФМ УрО РАН, Екатеринбург
- Мироненко В. И. — ген. директор НПО «Интротест»
- Миховски М. М. — д. т. н., Институт механики БАН, София, Болгария
- Ничипурук А. П. — д. т. н. ИФМ УрО РАН, Екатеринбург
- Новиков В. А. — д. т. н., БРУ, Могилев, Беларусь
- Перевалов С. П. — к. т. н., АО «Уралтехэнерго», Екатеринбург
- Потапов А. И. — д. т. н., СПГУ, Санкт-Петербург
- Ринкевич А. Б. — член-корр. РАН, ИФМ УрО РАН, Екатеринбург
- Смирнов С. В. — д. т. н., ИМАШ УрО РАН, Екатеринбург
- Шлеенков А. С. — д. т. н., ИФМ УрО РАН, Екатеринбург
- Щербинин В. Е. — член-корр. РАН, ИФМ УрО РАН, Екатеринбург
- Щербинский В. Г. — д. т. н., ЦНИИТМАШ, Москва